# Oreillons
Pour les articles homonymes, voir Oreillon.
 Mise en garde médicale
Les oreillons ou parotidite virale ou encore parotidite ourlienne est une maladie virale infantile humaine, type de parotidite atteignant principalement les glandes salivaires situées en avant des oreilles ainsi que le tissu nerveux. Cette maladie est provoquée par le virus ourlien, du genre rubulavirus.
Aujourd'hui largement contrôlée par la vaccination, elle reste répandue dans les pays en voie de développement. Généralement sans conséquences chez le jeune enfant, elle peut entraîner des complications graves lorsqu'elle est contractée à l'âge adulte, notamment une infertilité chez l'homme due à l'atteinte des testicules (orchite).
Le nom ne s'emploie qu'au pluriel (« les oreillons ») et provient du fait que l'un des signes cliniques de la maladie est une douleur au niveau des oreilles liée à l'inflammation des glandes parotides. L'adjectif associé est « ourlien ».
Son code est B26 selon la liste de codes CIM-10 des maladies.

## Épidémiologie
Avant la généralisation de la vaccination, les oreillons survenaient par épidémies sur un mode saisonnier, en général à la fin de l'hiver et au printemps en climat tempéré, avec une période de 4 à 5 ans, en particulier dans les institutions d'accueil collectif des jeunes enfants (crèche, école). La maladie était très fréquente puisque près de 90 % des adolescents ont une sérologie ourlienne positive. En France, on estimait en 2015 à plusieurs centaines de milliers le nombre de cas.
La vaccination a presque complètement supprimé les formes de l'enfance et a paradoxalement augmenté le nombre de cas chez l'adulte jeune, souvent ayant reçu une vaccination incomplète, mais parfois correctement vaccinés.
La surveillance de l'évolution de l'incidence en France est effectuée par le réseau Sentinelles de l'INSERM depuis 1985.

## Causes et mécanismes
Le virus ourlien est un paramyxovirus, Myxovirus parotidis, virus à ARN monocaténaire anti-messager non segmenté. Il possède une capside hélicoïdale. Étant entouré d'une membrane (virus fragile), il n'est transmis que de personne en personne par voie aérienne, par des gouttes de salive ou des contacts directs infectés par la salive par exemple.
Le virus se réplique dans l'appareil oropharyngé d'où il peut se disséminer vers l'ensemble de l'organisme par voie sanguine.
Les glandes parotides (glandes salivaires situées entre l'oreille et la mâchoire) sont généralement touchées. Le virus s'y développe, produisant un œdème local avec une infiltration de lymphocytes et de macrophages. Les enfants non vaccinés entre 2 et 12 ans sont les plus fréquemment touchés, mais l'infection se rencontre dans les autres groupes d'âge.
L'enfant est contagieux pendant environ deux semaines, de quelques jours avant l'apparition des signes jusqu'à quelques jours après la guérison.
L'œdème de certains tissus peut provoquer une nécrose et conduire à une atrophie des testicules. Le virus peut également passer dans le système nerveux central à travers la barrière hémato-encéphalique et chez le fœtus à travers la barrière hémato-placentaire.

## Symptômes
L'incubation dure environ trois semaines (15 à 24 jours).
La phase d'invasion, de courte durée, se manifeste par une fièvre, un malaise, des otalgies (douleur à l'oreille). L'examen peut détecter une douleur lors de la pression des glandes parotides.
La période d'état, qui dure environ une semaine, est marquée par une fièvre accompagnée de céphalées. Il existe une tuméfaction bilatérale ou unilatérale des glandes parotides avec une douleur qui irradie vers les oreilles avec de la gêne ou de la douleur lors de la mastication. L'atteinte des deux parotides peut être simultanée mais est souvent décalée de plusieurs jours. L'examen clinique retrouve des adénopathies (ganglions ayant augmenté de volume). L'atteinte des autres glandes salivaires est plus rare.

## Biologie
Le diagnostic repose essentiellement sur les symptômes et l'examen clinique et il est le plus souvent inutile de requérir d'autres examens.
La numération-formule sanguine est normale. L'activité Amylase sanguine est augmentée, que l'atteinte soit parotidienne ou pancréatique.
En cas de méningite, la ponction lombaire ramène un liquide clair (« eau de roche ») et son analyse montre un nombre de lymphocytes augmentés comme dans les méningites virales.
Le virus peut être isolé au niveau de la salive, du liquide cérébrospinal ou de l'urine. Il est rarement trouvé dans le sang. Il peut être également mis en culture. Historiquement, il était caractérisé par ce biais par l'observation de son effet sur les cellules. Depuis le début du XXIe siècle, il est identifié grâce aux techniques de PCR sur le tissu contaminé, avec un rendement bien supérieur à la simple mise en culture, notamment au niveau du liquide cérébrospinal.
La sérologie (dosage des anticorps dirigés contre le virus ourlien) permet également de confirmer le diagnostic de la maladie en cas de doute. Les IgM sont détectables quelques jours après l'apparition des premiers signes. Ils peuvent cependant être normaux s'il s'agit d'une nouvelle infection par un virus ourlien d'un sérotype différent (ou après une vaccination). L'augmentation des IgG sur deux prélèvements séparés de quinze jours peut alors être un indice de l'atteinte par la maladie.

## Évolution
Son évolution est habituellement bénigne, voire asymptomatique dans environ un tiers des cas. Un autre tiers des cas se manifeste par des signes de maladie grippale non spécifiques et seul chez le dernier tiers apparaît un gonflement douloureux des glandes parotides, signe typique de la maladie.
La maladie confère une immunité à vie, même lorsqu'elle est asymptomatique, mais ne concerne que le sérotype du virus ourlien concerné, rendant possible théoriquement une nouvelle maladie. La répartition géographique des différents sérotypes fait qu'une nouvelle infection est, en pratique, peu courante.

### Complications
Annoncée par une poussée fébrile, une orchite apparaît dans 15 à 30 % des cas chez les hommes adultes infectés. Elle est bilatérale dans environ un quart des cas. Elle se manifeste comme un gonflement douloureux du testicule avec scrotum inflammatoire et, dans la plupart des cas, avec épididymite. L'évolution est le plus souvent favorable en une à deux semaines.
Sinon, l'orchite peut évoluer vers une atrophie du testicule atteint dans un peu moins de 50 % des cas, avec des anomalies du spermogramme dans 25 % du cas, dont une diminution du nombre de spermatozoïdes aboutissant parfois vers une infertilité. La stérilité reste rare même après orchite bilatérale.
La production d'hormones par le testicule atteint peut être affectée, mais une récupération est possible. De même, l'orchite ourlienne ne semble pas être un facteur de risque du cancer testiculaire.
Une méningite virale est observée dans environ 5 % des infections. Elle survient le plus souvent après l'atteinte des parotides mais peut apparaître de manière totalement isolée. Comme toute méningite, elle se manifeste par une fièvre, des céphalées, une raideur de la nuque. Son évolution est typiquement bénigne. Dans de rares cas, une torpeur avec des convulsions peuvent apparaître, signant une encéphalite. L'évolution en est favorable dans la quasi-totalité des cas.
Une surdité unilatérale et transitoire, surtout pour les fréquences aigües, peut compliquer la maladie.
Chez les personnes âgées, d'autres organes peuvent être touchés, comme le système nerveux central, le pancréas, la prostate, les seins, et d'autres organes.
Durant la grossesse, les oreillons peuvent provoquer un avortement spontané relativement tôt mais il ne semble pas exister d'augmentation de risque de malformations.

## Traitement
Il n'y a pas de traitement spécifique des oreillons. Les symptômes peuvent être soulagés par repos au lit, l'application intermittente de glace ou de chaleur sur la zone du cou atteinte, des antipyrétiques et des analgésiques tels le paracétamol par voie orale pour soulager la douleur. L'administration d'aspirine à des enfants atteints d'une maladie virale n'est généralement pas recommandée, en raison du risque de syndrome de Reye. Des gargarismes à l'eau chaude salée, des aliments doux et un apport de liquides peuvent également contribuer à soulager les symptômes.
Les jus de fruits sont à éviter, car ils stimulent les glandes salivaires, avec la douleur qui s'ensuit.

## Vaccination
Le vaccin anti-ourlien existe depuis 1968.
La prévention est basée sur la vaccination, soit faite de manière isolée soit associée à la rougeole et à la rubéole. Cette vaccination est obligatoire en France durant l'enfance depuis le 1er juin 2018. 2 injections de vaccins sont nécessaires. En France, la première à 12 mois et la seconde au cours de la deuxième année, c'est-à-dire entre le 13e et le 24e mois, et non plus entre 3 et 6 ans. En Belgique, le Conseil Supérieur de la Santé recommande une première dose de RRO à l'âge de 12 mois et une deuxième dose à l'âge de 10-11 ans (5e primaire) en Flandre et de 11-12 ans (6e primaire) en Fédération Wallonie-Bruxelles.
Le taux de couverture vaccinale dépasse les 95 % dans les pays industrialisés entraînant une réduction du même ordre de l'incidence de la maladie.
Le vaccin est un virus vivant atténué et est dirigé actuellement contre plusieurs sérotypes viraux.
Son efficacité est relative, elle varie en fonction des souches utilisées, certaines comme Jeryl-Lynn ou Urabe étant efficaces à respectivement 80 et 54 %.
Le vaccin est bien toléré. Rarement, il peut provoquer une méningite aseptique d'évolution bénigne.

## Histoire

### Maladie

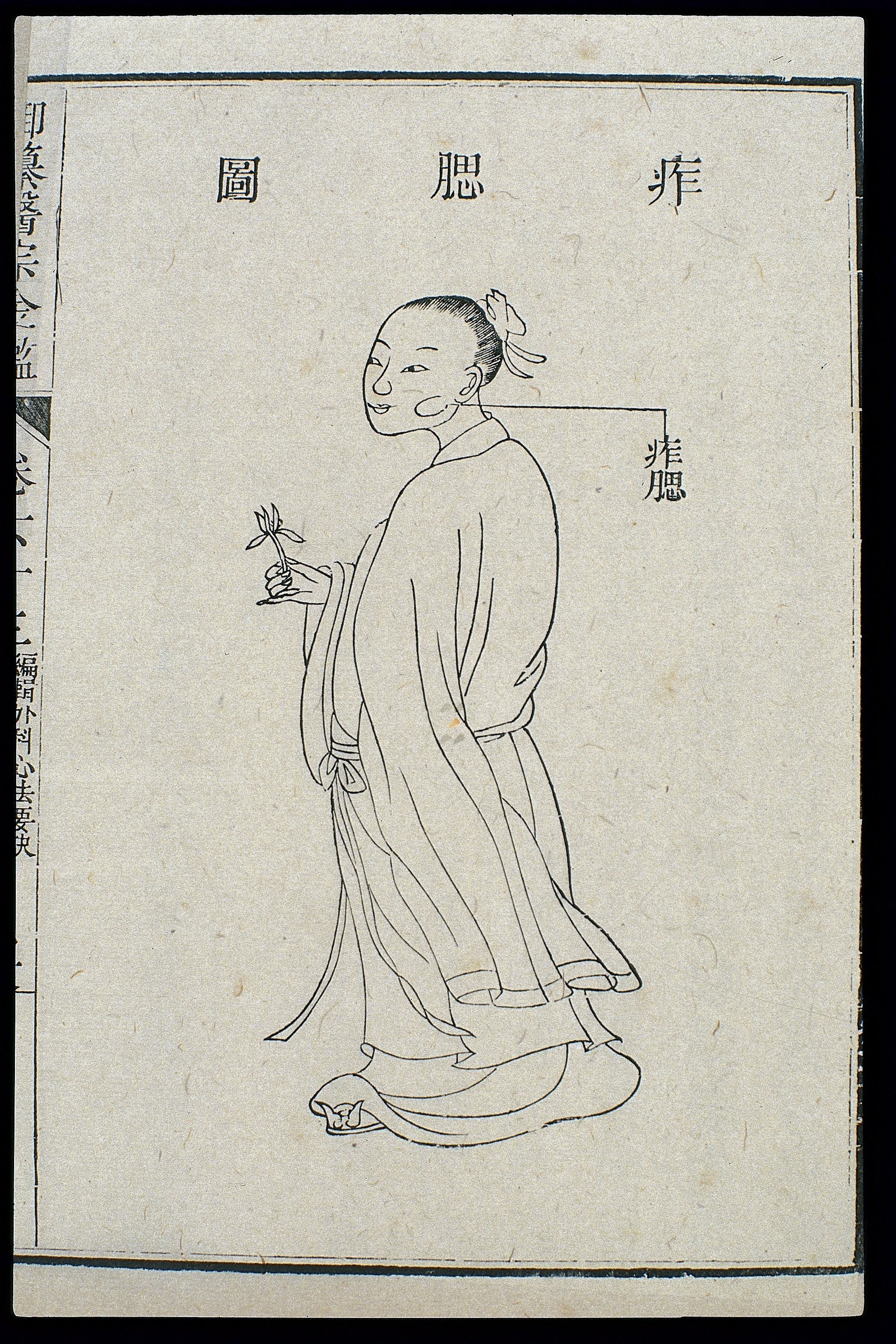
Les oreillons, illustration du Yizong jinjian ou Le Miroir d'or de la médecine, encyclopédie médicale chinoise de la période Qing, publiée en 1742.

L'existence des oreillons dans l'Antiquité est attestée par un passage du Corpus Hippocratique (Épidémies I, 1, pages 601-605 de l'édition de Littré). Hippocrate décrit, sur l'île de Thasos vers 410 av. J.C., une affection passagère touchant des adolescents fréquentant les gymnases. Elle se manifeste comme un gonflement non suppuratif devant l'oreille, d'un seul ou des deux côtés, avec ou sans fièvre, et qui est suivi chez quelques-uns, d'une inflammation douloureuse d'un testicule. Ce qui suffit, selon Mirko Grmek, à assurer le diagnostic.
Cette remarquable description est longtemps restée inaperçue. De Galien jusqu'au XVIIIe siècle, les médecins confondent le plus souvent les oreillons avec d'autres tuméfactions latérales du cou, comme les écrouelles et autres adénites évoluant vers la suppuration.
Guillaume de Baillou (1538-1616) est le premier à distinguer des épidémies d'oreillons à Paris au XVIe siècle. En 1755, Richard Russel en reconnait le caractère contagieux, et en 1790 Robert Hamilton (1721-1793) en donne une description complète (avec les complications orchite et manifestations neurologiques) devant la Royal Society of Edinburgh. Ces descriptions sont précisées par de grands cliniciens français comme Armand Trousseau (1801-1867).
Au XIXe siècle, le médecin-historien August Hirsch (1817-1894), répertorie 150 épidémies d'oreillons entre 1714 et 1859. Il établit que les oreillons sont une maladie universelle, existant sous toutes les latitudes et sous tous les climats, et qu'aucune région dans le monde n'est épargnée. La maladie survient chez les jeunes gens en situations de promiscuité (prisons, orphelinats, pensionnats, casernes, navires…).
Si la maladie est reconnue comme maladie contagieuse de l'enfance, elle doit son importance et sa notoriété au point de vue de la médecine militaire, car elle frappe les armées au moment de la mobilisation des recrues.
Durant la guerre de Sécession, les troupes confédérées ont eu près de 25 000 cas d'oreillons durant les deux premières années du conflit. Lors des deux guerres mondiales, les oreillons furent, après les infections sexuellement transmissibles, la maladie infectieuse la plus répandue chez les recrues de l'U.S. Army, en particulier chez les sujets issus d'un milieu rural.
À partir des années 1960, toujours dans l'U.S. Army, les études de séroprévalence ne retrouvent pas ou peu de différences entre les hommes provenant de zones urbaines ou rurales. Même à l'ère vaccinale (après les années 1970), des épidémies d'oreillons sont survenues en milieu militaire.

### Virus
Dès 1881, Pasteur et Roux examinent et cultivent le sang de deux malades des oreillons et ne retrouvent aucun microbe. Par la suite, le caractère infectieux de la salive est reconnu, et dans celle-ci plusieurs auteurs, dont Laveran, annoncent la découverte d'un diplocoque, d'autres d'un spirochète. Ces travaux ne seront pas confirmés.
À partir de 1908, des expériences animales cherchent à démontrer que les oreillons sont dus à un « virus filtrant, invisible et inoculable ». La salive de malade est filtrée sur bougie et le filtrat inoculé à l'animal. En 1918, l'américaine Martha Wollstein (en) réalise les expériences les plus complètes, en montrant la possibilité d'une maladie expérimentale chez le chat, et transmissible de chat à chat.
Ces expériences sont reprises par Claud Daniel Johnson et Ernest William Goodpasture(1886-1960) en 1934 chez le singe rhésus. La démonstration de la nature virale des oreillons leur est attribué, car leur maladie expérimentale est plus proche de celle de l'homme, en étant transmissible au singe et à l'enfant, répondant ainsi aux postulats de Koch.
En 1945, K. Habel réussit la culture du virus ourlien sur œuf de poule embryonné, et G. Henle réalise les premières études sérologiques en 1948.

### Vaccins
Le premier vaccin expérimental contre les oreillons était un vaccin américain, inactivé (à virus tué, inactivé par formaldéhyde). Il est testé chez l'Homme en 1951, et utilisé ponctuellement jusqu'en 1978. Il est abandonné, du fait de sa protection médiocre et de courte durée,.
Le premier vaccin, à virus vivant atténué, est produit en URSS dans les années 1960. Aux États-Unis, un vaccin de ce type est commercialisé en 1967 (souche Jeryl-Linn). Ce sont ces vaccins vivants qui sont utilisés en santé publique dans la plupart des pays développés.
Plus de 13 vaccins contre les oreillons sont, ou ont été disponibles, dans le monde (en 2018, l'OMS n'en recommande qu'une dizaine). Ces vaccins atténués sont chacun basés sur une souche vaccinale différente et cultivée sur différents milieux. De plus, les vaccins basés sur une souche donnée ne sont pas forcément identiques, du fait de différences dans les procédés de fabrication.
La souche la plus utilisée est la souche Jeryl-Linn (des prénoms du malade américain où s'est fait le prélèvement), sur culture de cellules embryonnaires de poulet (États-Unis et Europe). Ce vaccin est recommandé pour la vaccination systématique aux États-Unis en 1977. Il en existe deux souches dérivées RIT 4385 (monde entier) et S 79 (Chine),.
La souche Leningrad-3 a été isolée en 1953 sur cellules de rein de cobaye. Elle est utilisée en URSS à partir de 1980, puis en Russie après la dislocation de l'URSS en 1991. La souche dérivée Léningrad-Zagreb est cultivée sur cellules embryonnaire de poulet, elle est utilisée dans le monde entier (surtout en Inde),.
La souche Urabe a été isolée au Japon et produite au Japon, en Europe et utilisée dans de nombreux pays à ressources limitées. À cause de réactions méningées réversibles plus fréquentes, elle a été retirée en France en 1994, et remplacée par la souche Jeryl-Linn.
La souche Rubini (du nom du patient prélevé) a été isolée en 1974, et le vaccin homologué en Suisse en 1985. D'efficacité nettement inférieure aux autres, l'OMS a recommandé de ne pas l'utiliser dans les programmes nationaux de vaccinations.
Les autres souches sont le plus souvent d'utilisation plus localisée, parfois limitée à un seul pays (Japon, Corée, Iran, Bulgarie...). Le Japon a retiré la vaccination contre les oreillons de son calendrier vaccinal en 1993.